# Ajaccio

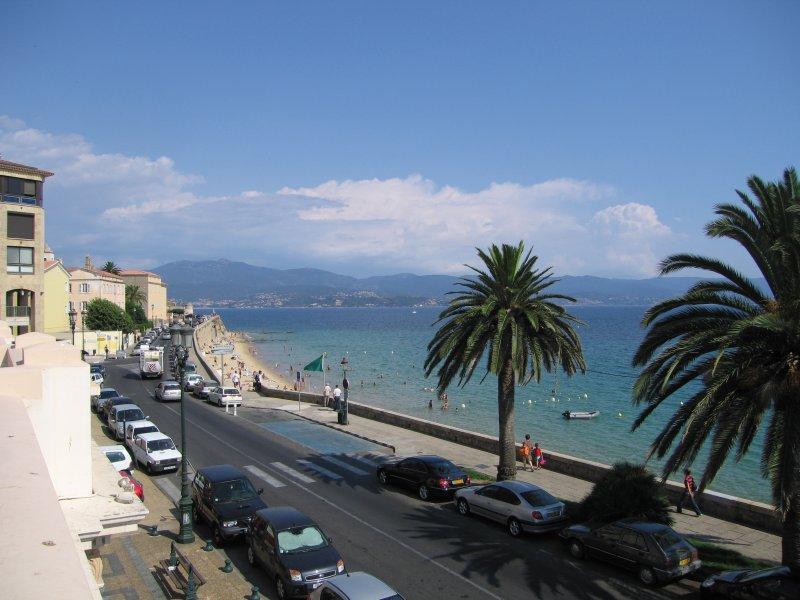
plaża w Ajaccio

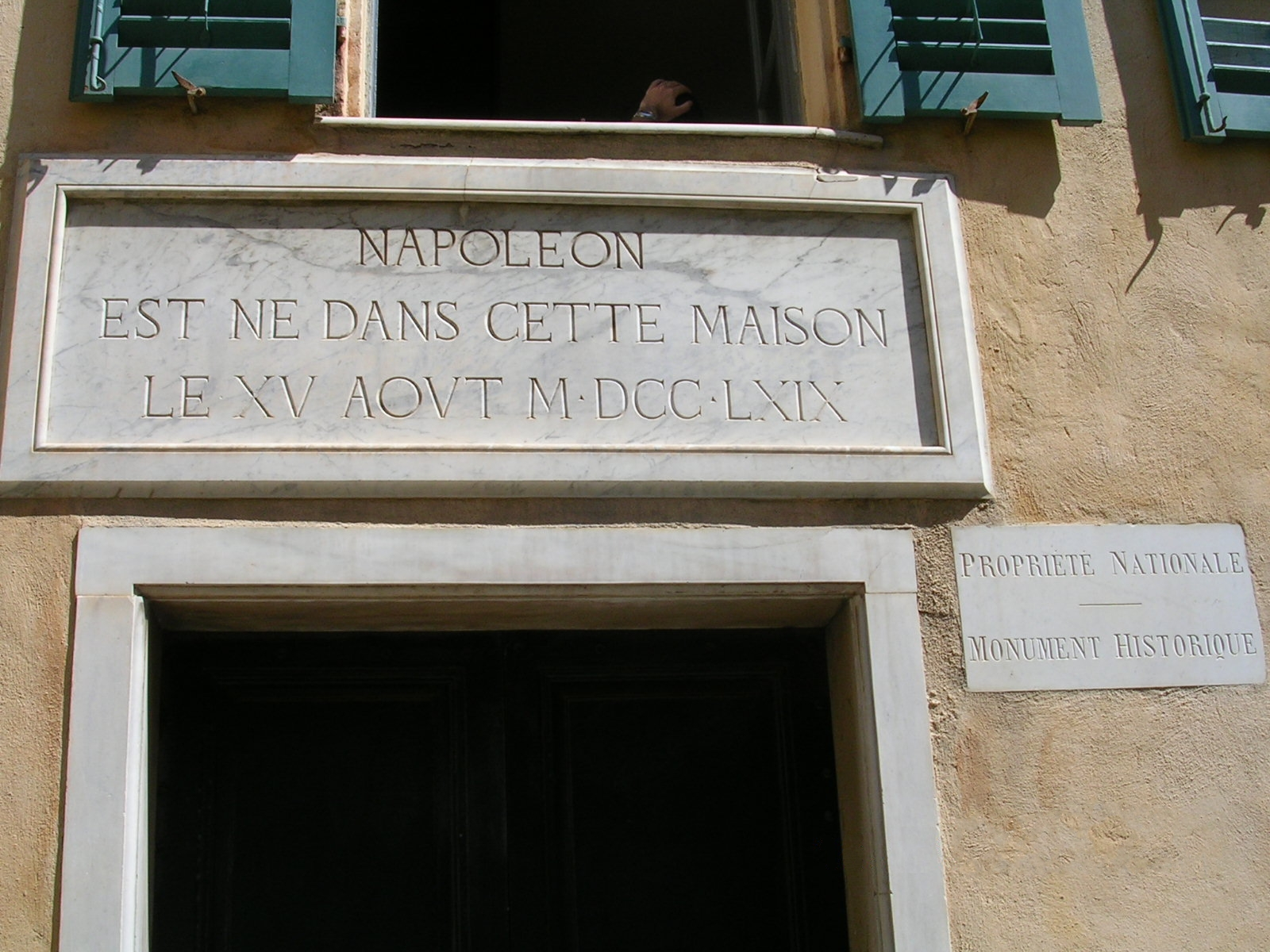
tablica pamiątkowa na domu w Ajaccio, w którym 15 sierpnia 1769 urodził się Napoleon Bonaparte

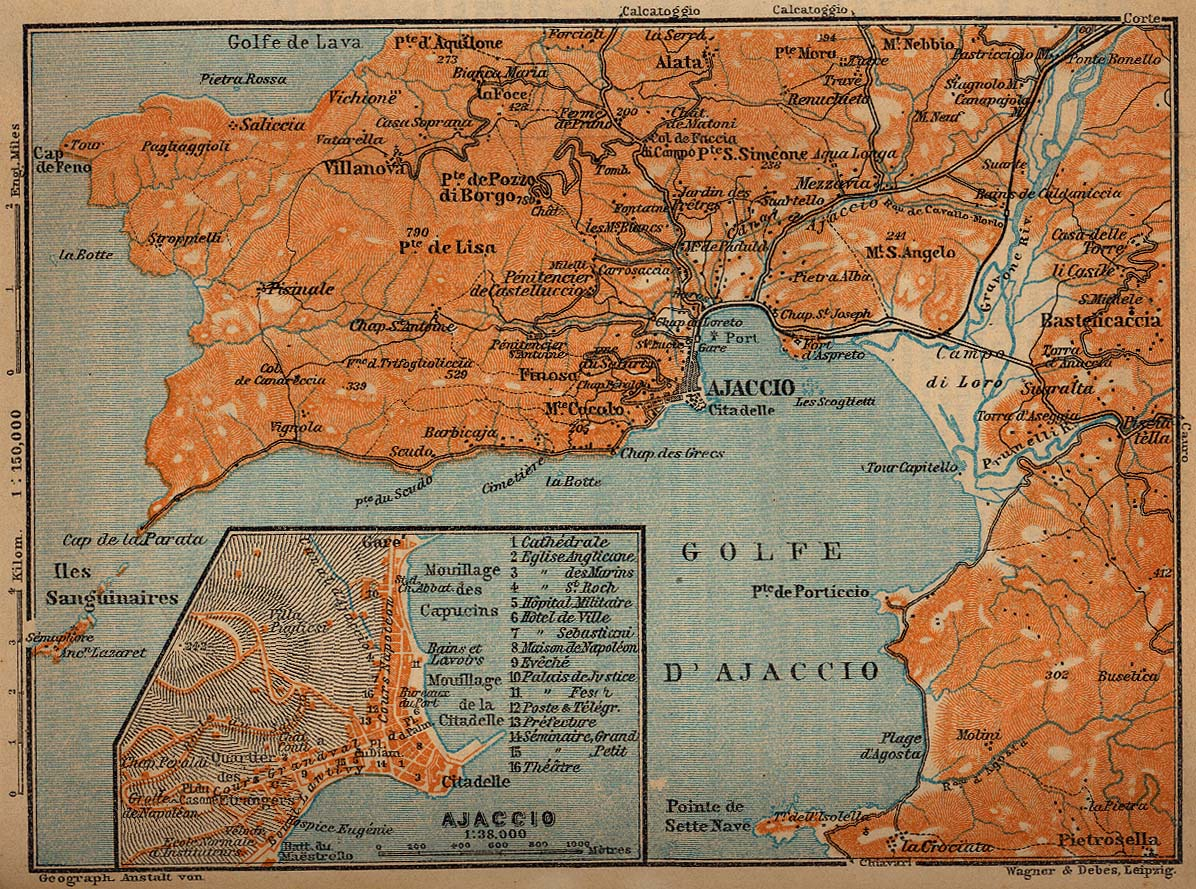
Okolice Ajaccio

Ajaccio (wymowaⓘ [aʒaksjo]; kors. Aiacciu, [aˈjattʃu]; wł. Ajaccio, [aˈjattʃo]; łac. Adiacium) – miasto i gmina we Francji, stolica Korsyki i departamentu Korsyka Południowa, położona na zachodnim wybrzeżu wyspy, nad Morzem Śródziemnym. Niewielki port handlowy oraz porty: rybacki (połów sardynek), promowy (linie do Marsylii, Tulonu i Nicei) i jachtowy. Stocznia. Około 1 km na wschód od miasta znajduje się Port lotniczy Ajaccio-Campo dell'Oro.
Ośrodek turystyczny i uzdrowisko klimatyczne. Ważniejsze zabytki: Katedra (XIV w.), kościół Saint-Erasme (XVII w.), cytadela (XVI w.), dom rodzinny cesarza Napoleona I, który tu urodził się 15 sierpnia 1769.
Ajaccio jest również siedzibą francuskiego klubu piłki nożnej AC Ajaccio.
Według danych na rok 2018 gminę zamieszkiwało 71 685 osób, a gęstość zaludnienia wynosiła 874 osób/km².

## Wybitne osoby związane z miastem
- Alizée (francuska piosenkarka)
- François-Xavier Ortoli (francuski polityk)
- Eliza Bonaparte (najstarsza siostra Napoleona I)
- Hieronim Bonaparte (brat Napoleona I, Król Westfalii, francuski generał i marszałek Francji)
- Lucjan Bonaparte (brat Napoleona I)
- Ludwik Bonaparte (brat Napoleona I, ojciec Napoleona III)
- Maria Anuncjata Karolina Bonaparte (siostra Napoleona I, Królowa Neapolu)
- Napoleon Bonaparte (Cesarz Francji i wielki strateg)
- Paulina Bonaparte (ulubiona siostra Napoleona I)
- Karol Maria Buonaparte (ojciec Napoleona I)
- Letycja Buonaparte (matka Napoleona I)
- Filip-Antoni d’Ornano (marszałek i par Francji, drugi mąż Marii Walewskiej)
- Patrick Fiori (piosenkarz francuski)
- Tino Rossi (piosenkarz francuski)
- Jean-François Exiga (reprezentant Francji w siatkówce)

## Współpraca
- Niemcy: Jena
- Cypr: Larnaka
- Hiszpania: Palma de Mallorca
- Stany Zjednoczone: Dana Point
- Włochy: La Maddalena
- Maroko: Marrakesz